# Der Vulkan

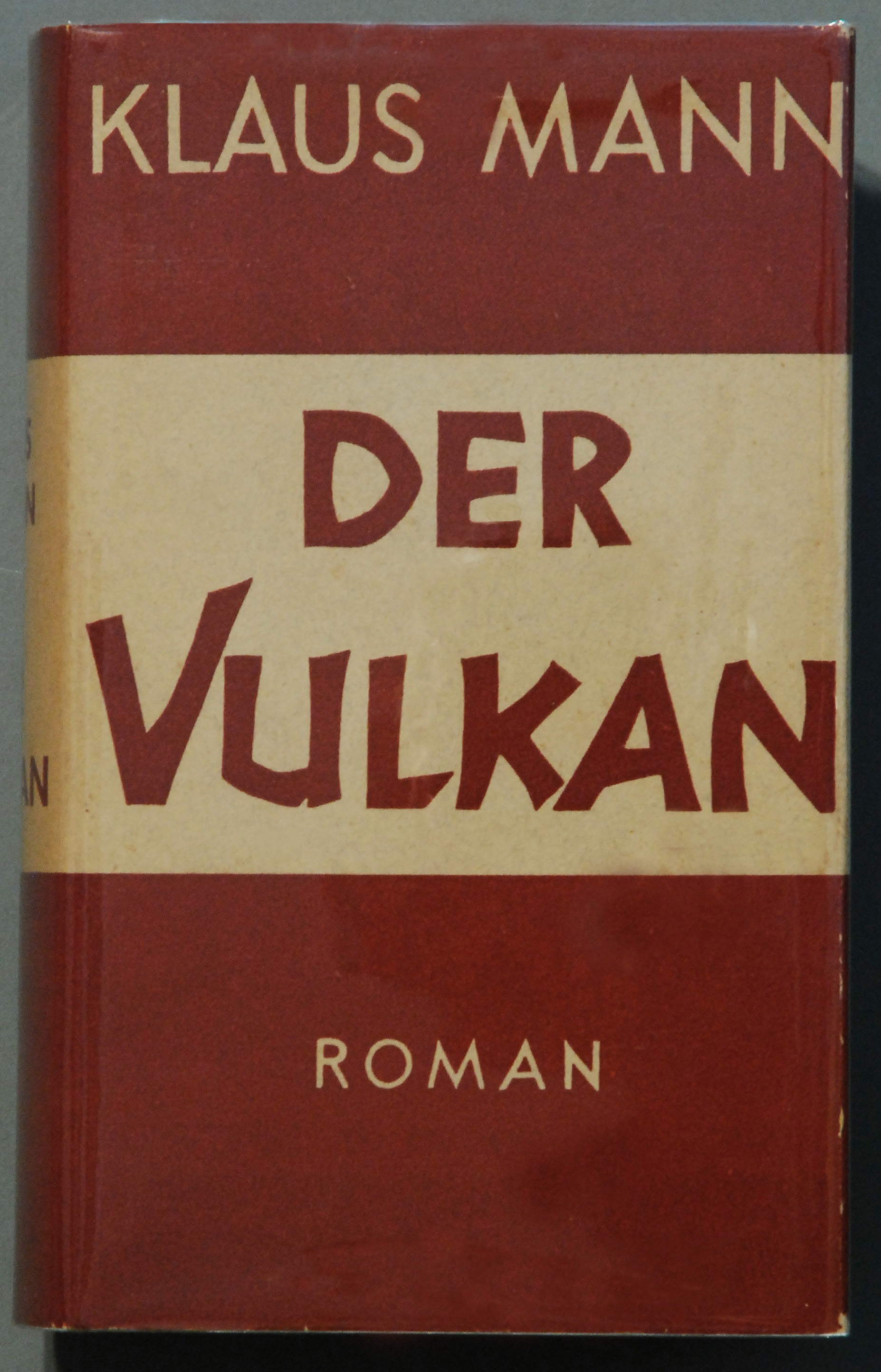
Verlagsumschlag der Erstausgabe

Der Vulkan. Roman unter Emigranten ist ein 1939 im Querido Verlag, Amsterdam, erschienener Roman von Klaus Mann. Er behandelt das Schicksal deutscher politischer Emigranten nach der Machtergreifung durch die Nationalsozialisten. Er gilt neben Anna Seghers’ Transit als einer der bedeutenden Exilantenromane.
Klaus Mann hatte mit der Arbeit an dem weitgehend autobiografischen Roman im Herbst 1937 begonnen und brachte ihn im Frühling 1939 zum Abschluss. Er wurde nur einige Wochen vor Beginn des Zweiten Weltkriegs veröffentlicht. In seiner Autobiografie Der Wendepunkt bezeichnet er ihn als seinen besten Roman.

## Inhalt
Der Roman ist ein Handlungs- und Personengeflecht verschiedener Emigranten. Seine Schauplätze sind Paris, Amsterdam, Prag, die Schweiz und die USA. Die Personen sind geflüchtete Kommunisten, Widerstandskämpfer, jüdische Intellektuelle, Künstler und exilierte Großbürger, deren Schicksal in verschiedenen Handlungssträngen verwoben ist.

## Titel
Die Metapher des Vulkans taucht mehrfach in dem Buch auf, so beispielsweise im Dritten Teil (1937–1938), viertes Kapitel. Darin kommentiert die Exilantin Marion von Kammer den Anschluss Österreichs: „Man lässt das Scheußliche rasen, zerstören, sich austoben! Als wäre es eine Naturkatastrophe! Als lebten wir auf einem Vulkan, der Feuer speit! Es gibt keine Hilfe. Jeder wartet, ob es ihn trifft.“

## Verfilmung
- 1999: Der Vulkan, Verfilmung  von Ottokar Runze mit Nina Hoss.